# لوسيو غودوي
لوسيو غودوي (بالإنجليزية: Lucio Godoy)‏ (و. 1958 – م) هو ملحن من الأرجنتين. ولد في بارانا، انتري ريوس.

## وصلات خارجية
- لوسيو غودوي على موقع IMDb (الإنجليزية)
- لوسيو غودوي على موقع ألو سيني (الفرنسية)
- لوسيو غودوي على موقع ميوزك برينز (الإنجليزية)
- لوسيو غودوي على موقع أول موفي (الإنجليزية)
- لوسيو غودوي على موقع قاعدة بيانات الأفلام السويدية (السويدية)
- لوسيو غودوي على موقع ديسكوغز (الإنجليزية)
- لوسيو غودوي على موقع قاعدة بيانات الفيلم (الإنجليزية)
- لوسيو غودوي على موقع كينوبويسك (الروسية)